# Amarelo ácido 118
Amarelo ácido 118  é o composto orgânico, corante azo-composto, de fórmula C16H14N3NaO6S e massa  molecular 399,35. Classificado com o número CAS 5601-29-6 ou 12270-05-2 ( complexo de cobalto) e CBNumber CB4968386.

## Obtenção
É obtido pela diazotação do ácido 3-amino-4-hidroxibenzenossulfônico e copulação com com 3-oxo-N-fenilbutanamida, e então complexação clorada com cobalto e filtração.

## Uso
Usado principalmente para a pele de porco, assim como couro de vaca, couro de cabra natural, com aplicação com spray, especialmente apropriado para pulverização buscando permitir sombreamento.